# 大成駅 (埼玉県)
大成駅（おおなりえき）は、埼玉県大宮市大字大宮（現・さいたま市大宮区桜木町四丁目）にあった西武鉄道大宮線）の停留場。

## 概要
種鶏場前駅から道なりに走り、現在の「所沢新道」バス停付近から南に入った場所、国道17号桜木町交差点の西側に存在した。現在の町名では桜木町四丁目となり、駅名の由来となった大字大成や現在の大成町からはわずかに離れていた。
交差点を越えた向こう側には、線路の南側に張り出すかたちで貨物側線と貨物ホームが設けられていた。南側の池を一部埋め立て、築堤と木製ホームを築いて1917年（大正6年）に設けられたもので、後年提出された西武鉄道の線路平面図にも記載されている。またこの頃、同時に付近の線路の付け替えが行われている。
なお、同じく「大成」を名乗った過去がある駅として、埼玉新都市交通伊奈線（ニューシャトル）の鉄道博物館駅があるが、こちらは当駅から直線距離で1.5km北の大成町三丁目に位置し、歴史的・地理的にまったくの別駅である。

## 歴史
- 1906年（明治39年）4月16日：川越電気鉄道により開業。
- 1914年（大正3年）12月：会社合併に伴い、武蔵水電川越東線の停留場となる。
- 1917年（大正6年）2月3日：大宮方に貨物側線と貨物ホーム設置。この頃に周辺の線路が付け替えられる。
- 1922年（大正11年）
  - 6月1日：会社分離に伴い武蔵鉄道（後の西武鉄道）の停留場となる。
  - 11月17日：川越東線の線名改称に伴い、大宮線の停留場となる。
- 1927年（昭和2年）8月28日 - 9月3日：車庫火災により運休。
- 1940年（昭和15年）12月20日：大宮線休止。
- 1941年（昭和16年）2月25日：大宮線の廃線に伴い廃止となる。

## 廃線後の状況
停留場直前まで埼玉県道2号さいたま春日部線（旧国道16号）の広い道が続くが、「所沢新道」バス停付近から南にそれ、細い道となって廃線跡が出現する。ただし停留場や貨物側線自体の痕跡は存在しない。
停留場から先、交差点を過ぎた先で廃線跡はいったん途切れるが、大宮駅西口DOMショッピングセンターの西側で再度出現する。

## 隣の駅
西武鉄道
大宮線
種鶏場前駅 - 大成駅 - 工場前駅